# رحیم عابدی
رحیم عابدی سیاستمدار کمونیست ایرانی بود.
وی که یکی از استادان شیمی تحصیل کرده در فرانسه در دانشگاه تهران بود، از جمله اعضای حزب توده ایران بود که در سال ۱۳۲۷ این حزب را با خلیل ملکی ترک کرد. در سال ۴۱ پس از مهندس حبیب نفیسی بنیانگذار دانشگاه پلی تکنیک تهران، چند ماهی دکتر عابدی به جای وی ریاست پلی تکنیک را بر عهده داشت. 
در اواخر دهه ۱۳۵۰، وی از بنیانگذاران نهضت رادیکال ایران و همچنین جمعیت ایرانی دفاع از آزادی و حقوق بشر بود. وی به فراکسیون سکولار جمعیت ایرانی دفاع از آزادی و حقوق بشر تعلق داشت و در سال ۱۳۵۷ به عضویت شورای اجرایی آن درآمد. در همان سال، وی برای کرسی مجلس خبرگان قانون اساسی از تهران کاندید شد و به عنوان مدیرعامل شرکت شرکت ملی صنایع پتروشیمی ایران کرد.